# Poltys laciniosus
Poltys laciniosus là một loài nhện trong họ Araneidae.
Loài này thuộc chi Poltys. Poltys laciniosus được Eugen von Keyserling miêu tả năm 1886.